# Fernando Francisco Reges
Fernando Francisco Reges (Alto Paraíso de Goiás, 25 juli 1987) – alias Fernando – is een Braziliaans voetballer die doorgaans als defensieve middenvelder speelt.

## Clubcarrière
Tussen 2003 en 2007 was Fernando actief met Vila Nova in de Braziliaanse op twee na hoogste voetbalklasse. In augustus 2007 tekende hij een vijfjarig contract bij de Portugese topclub FC Porto. Hij kwam transfervrij over. In zijn eerste seizoen werd de Braziliaan meteen uitgeleend aan CF Estrela da Amadora. Het seizoen erna dwong hij een basisplaats op het middenveld bij FC Porto. Fernando vormde een tandem op het middenveld met Raul Meireles en Lucho González en later met dezelfde Lucho González en João Moutinho.
Porto verkocht Fernando in 2014 voor vijftien miljoen euro aan Manchester City. Daarvoor maakte hij op 10 augustus 2014 zijn debuut, in de FA Community Shield tegen Arsenal. Hij debuteerde een week later in de Premier League, tegen Newcastle United. Fernando debuteerde op 21 oktober 2014 in de Champions League tegen CSKA Moskou. Hij maakte op 26 december 2014 zijn eerste treffer in de Premier League, tegen West Bromwich Albion.

## Clubstatistieken
| Seizoen | Club               | Competitie       | Competitie | Competitie | Beker | Beker  | Internationaal | Internationaal | Totaal | Totaal |
| Seizoen |                    | Competitie       | Wed.       | Doelp.     | Wed.  | Doelp. | Wed.           | Doelp.         | Wed.   | Doelp. |
| ------- | ------------------ | ---------------- | ---------- | ---------- | ----- | ------ | -------------- | -------------- | ------ | ------ |
| 2007/08 | Estrela da Amadora | Primeira Liga    | 26         | 1          | 3     | 0      | 0              | 0              | 30     | 1      |
| 2008/09 | FC Porto           | Primeira Liga    | 25         | 0          | 6     | 0      | 10             | 0              | 41     | 0      |
| 2009/10 | FC Porto           | Primeira Liga    | 25         | 0          | 8     | 0      | 6              | 0              | 41     | 0      |
| 2010/11 | FC Porto           | Primeira Liga    | 21         | 0          | 6     | 1      | 14             | 1              | 43     | 2      |
| 2011/12 | FC Porto           | Primeira Liga    | 22         | 1          | 3     | 0      | 9              | 0              | 36     | 1      |
| 2012/13 | FC Porto           | Primeira Liga    | 24         | 1          | 7     | 1      | 6              | 0              | 37     | 2      |
| 2013/14 | FC Porto           | Primeira Liga    | 25         | 0          | 9     | 1      | 11             | 0              | 50     | 1      |
| 2014/15 | Manchester City    | Premier League   | 25         | 2          | 3     | 0      | 5              | 0              | 33     | 2      |
| 2015/16 | Manchester City    | Premier League   | 24         | 2          | 8     | 0      | 10             | 0              | 12     | 0      |
| 2016/17 | Manchester City    | Premier League   | 15         | 0          | 8     | 0      | 4              | 0              | 27     | 0      |
| 2017/18 | Galatasaray        | Süper Lig        | 25         | 2          | 1     | 0      | 0              | 0              | 26     | 2      |
| 2018/19 | Galatasaray        | Süper Lig        | 22         | 2          | 5     | 0      | 5              | 0              | 32     | 2      |
| 2019/20 | Sevilla            | Primera División | 34         | 2          | 1     | 1      | 7              | 0              | 42     | 2      |
| 2020/21 | Sevilla            | Primera División | 31         | 3          | 5     | 0      | 8              | 0              | 44     | 3      |
| 2021/22 | Sevilla            | Primera División | 24         | 1          | 0     | 0      | 8              | 0              | 32     | 1      |
| 2022/23 | Sevilla            | Primera División | 22         | 0          | 4     | 0      | 10             | 0              | 36     | 0      |
| 2023/24 | Sevilla            | Primera División | 8          | 0          | 1     | 0      | 8              | 0              | 17     | 0      |
| 2023/24 | Vila Nova          | Série B          | 0          | 0          | 0     | 0      | 0              | 0              | 0      | 0      |
|         | Carrièretotaal     | Carrièretotaal   | 398        | 17         | 78    | 4      | 121            | 1              | 579    | 19     |

Bijgewerkt tot en met 18 januari 2024.

## Interlandcarrière
Fernando speelde drie wedstrijden voor Brazilië –20 in de kwalificatiestrijd voor het WK –20 in 2007 in Canada. Brazilië -20 werd eerste in zijn groep. Fernando mocht niet mee naar het eindtoernooi.

## Erelijst
| Competitie                    | Aantal   | Jaren                              |
| FC Porto                      | FC Porto | FC Porto                           |
| ----------------------------- | -------- | ---------------------------------- |
| UEFA Europa League            | 1x       | 2010/11                            |
| Primeira Liga                 | 4x       | 2008/09, 2010/11, 2011/12, 2012/13 |
| Taça de Portugal              | 2x       | 2009/10, 2010/11                   |
| Supertaça Cândido de Oliveira | 4x       | 2009, 2010, 2012, 2013             |
| Manchester City               |          |                                    |
| Football League Cup           | 1x       | 2015/16                            |
| Galatasaray SK                |          |                                    |
| Süper Lig                     | 2x       | 2017/18, 2018/19                   |
| Türkiye Kupası                | 1x       | 2018/19                            |
| Sevilla                       |          |                                    |
| UEFA Europa League            | 2x       | 2019/20, 2022/23                   |
| UEFA–CONMEBOL Club Challenge  | 1x       | 2023                               |